# John Catliff
John Catliff   (Vancouver, 8 de gener de 1965) és un exfutbolista canadenc de la dècada de 1980.
Fou 44 cops internacional amb la selecció del Canadà.
Pel que fa a clubs, destacà a Vancouver 86ers.